# Плеханов, Александр Михайлович
Алекса́ндр Миха́йлович Плеха́нов (16 октября 1931, деревня Китайлы Омской области, СССР — 13 января 2022) — советский и российский контрразведчик и историк. Ветеран КГБ СССР, полковник в отставке.
Доктор исторических наук, профессор Академии ФСБ. Автор монографий о Ф. Э. Дзержинском, по истории органов безопасности, охраны и защиты государственной границы, а также казачества.

## Биография
Окончил Ташкентское суворовское военное училище войск МВД в 1950 году и Орджоникидзевское военное училище войск МВД имени С. М. Кирова, а также исторический факультет Ленинградского университета. В 1993 году защитил диссертацию на соискание учёной степени доктора исторических наук по теме «Деятельность ВЧК-ОГПУ в первой половине двадцатых годов, 1921—1925 гг.» (специальность 07.00.02 — Отечественная история).
Работал офицером-воспитателем, преподавателем, старшим преподавателем военных училищ, был доцентом Высшей школы КГБ СССР и в научно-исследовательском историческом центре Федеральной пограничной службы РФ.
Был действительным членом Международной академии информатизации.
Являлся одним из учредителей Общества изучения истории отечественных спецслужб и основателей конференции «Исторические чтения на Лубянке».

## Награды
- Имел 15 правительственных наград, награждён знаком «За службу в контрразведке» II степени.
- Премия ФСБ России (2012, совместно с Андреем Плехановым) в номинации «Художественная литература и журналистика» — за научно-популярное издание «Отдельный корпус пограничной стражи на границе России (1893—1919)»

## Научные труды

### Монографии
- Плеханов А. М. Отдельный корпус пограничной стражи России : краткий исторический очерк. — М. : Граница, 1993. — 283 c. ISBN 5-86436-051-1
- Плеханов А. М., Попов А. А. Наследники А. В. Суворова: От кадетских корпусов России к суворовским военным училищам войск НКВД (МВД), КГБ СССР (1731—1960 гг.) : Исторический очерк. — 2-е изд., испр. и доп. — М.: РУСАКИ, 2001. — 279 с. ISBN 5-93347-051-1
- Плеханов А. М., Плеханов А. А. Отдельный корпус пограничной стражи императорской России (1893—1917) : Исторический очерк. — М. : Граница, 2003. — 288 с. ISBN 5-86436-341-3
- Плеханов А. М. Дзержинский. Первый чекист России. — М.: ОЛМА Медиа Групп, 2007. — 815 с. ISBN 978-5-373-01334-5
- Плеханов А. М., Плеханов А. А. Казачество на рубежах Отечества. — М.: Кучково поле, 2007. — 639 с. ISBN 978-5-901679-27-2
- Плеханов А. М. Кто вы, «Железный Феликс»?. — М. : Аква-Терм, 2013. — 927 с. — (Секретные миссии). ISBN 978-5-905024-17-7
- Плеханов А. М., Плеханов А. А. Солдаты незримых сражений: военная контрразведка НКВД СССР в начале Великой Отечественной войны 22 июня 1941 г. — 20 апреля 1942 г. : исторический очерк : [из архивов] / Союз ветеранов государственной безопасности. — М.: Аква-Терм, 2015. — 447 с. (Секретные миссии).; ISBN 978-5-905024-24-5 : 1000 экз.
- Плеханов А. М., Плеханов А. А. Военная контрразведка НКВД СССР. Тайный фронт войны 1941—1942. — М.: Вече, 2016. — 575 с. ISBN 978-5-4444-5242-4 : 1500 экз.
- Плеханов А. М., Плеханов А. А. ВЧК. 1917—1922. Энциклопедия: к 100-летию ВЧК-КГБ-ФСБ : [научно-справочное издание] / Общество изучения истории отечественных спецслужб. — М.: Вече, 2017. — 527 с. ISBN 978-5-4444-0580-2 : 1000 экз.
- Дзержинский. Всевозвышающее чувство любви… Документы. Письма. Воспоминания: [из архивов] / сост.: А. М. Плеханов, А. А. Плеханов. — М.: Аква-Терм, 2017. — 479 с. ISBN 978-5-905024-27-6 : 1500 экз.
- Плеханов А. М., Плеханов А. А. Московские чекисты в тайной войне, 1921—1928 гг.: [к 100-летию Московской чрезвычайной комиссии]. — М.: Вече, 2018. — 430 с. ISBN 978-5-4444-5344-5 : 1000 экз.
- Плеханов А. М., Плеханов А. А. Расстрелянная коллегия Феликса Дзержинского : люди и судьбы, 1917—1941. — М.: Вече, 2019. — 444 с. ISBN 978-5-4484-1191-5 : 700 экз.

### Статьи
- Плеханов А. М. Ф. Э. Дзержинский // Журнал «Политика». — 2007. — № 85.
- Особое техническое бюро ОГПУ–НКВД–МВД СССР / А. М. Плеханов // Океанариум — Оясио [Электронный ресурс]. — 2014. — С. 564. — (Большая российская энциклопедия : [в 35 т.] / гл. ред. Ю. С. Осипов ; 2004—2017, т. 24). — ISBN 978-5-85270-361-3.